# Coronel Portillo (tỉnh)
Tỉnh Coronel Portillo (tiếng Tây Ban Nha: Provincia de Coronel Portillo) là một tỉnh thuộc vùng Ucayali của Peru. Tỉnh Coronel Portillo có diện tích 36816 km², dân số thời điểm theo điều tra dân số ngày 11 tháng 7 năm 1993 là 248449 người. Tỉnh lỵ đóng ở Pucallpa.